# Matilde Ras

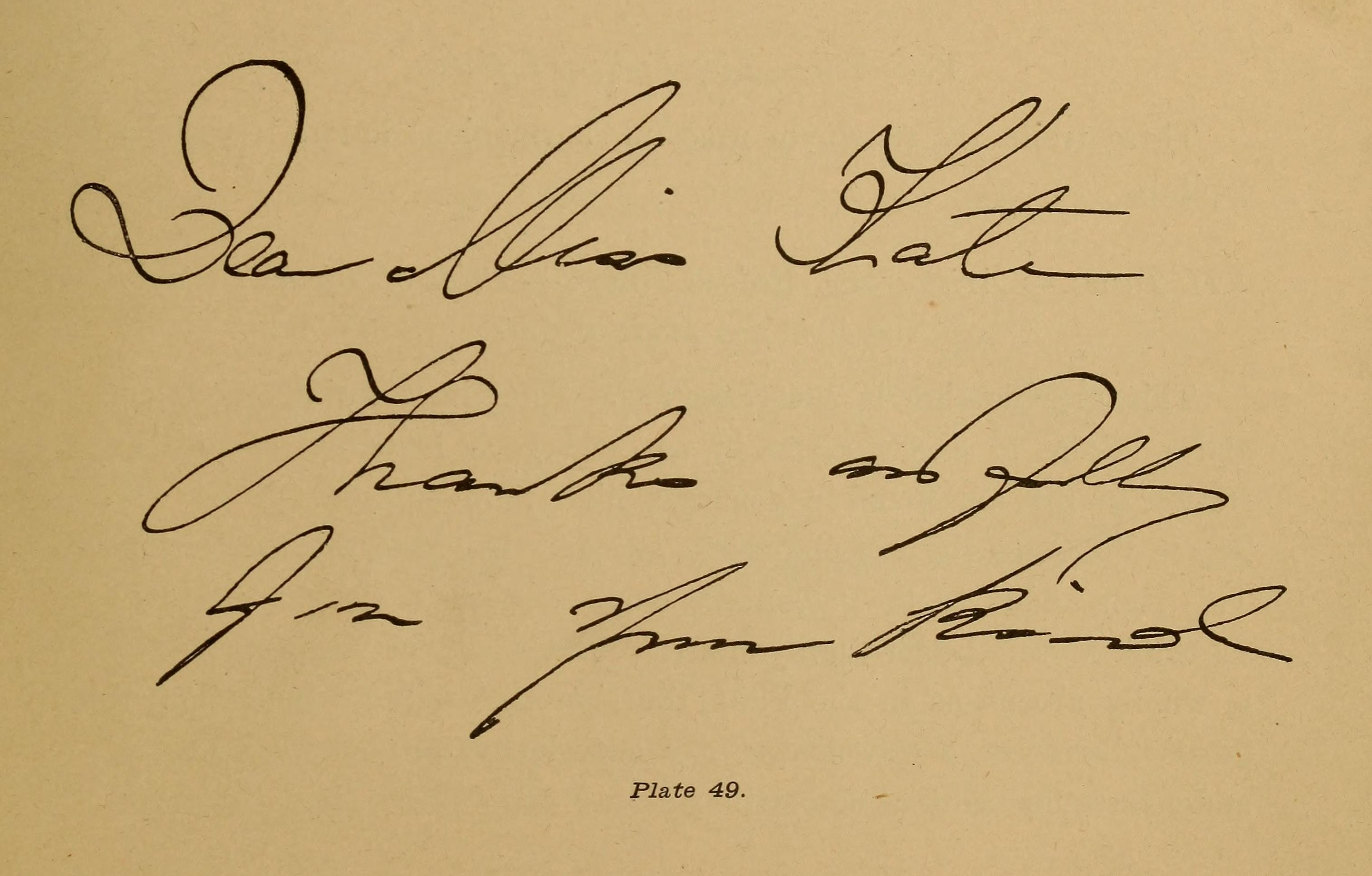
Charlas sobre grafología, el arte de conocer el carácter a través de la escritura (1892)

Matilde Ras (Tarragona, 1 de septiembre de 1881 - Madrid, 15 de abril de 1969) es una de las pioneras en la grafología científica en España. Gran conocedora de los clásicos, especialista en el análisis del Quijote, fue traductora, articulista, ensayista y escritora de novela, teatro y guiones.

## Biografía
Matilde Ras nació en Tarragona en 1881 en el seno de una familia que formaba parte de los círculos intelectuales de la época. El padre era arquitecto y la madre estudió Magisterio en Francia y en España. Su único hermano, Aurelio, era un año menor. Cuando Matilde contaba con dos años, la familia se trasladó a Cuba, dejando al hermano en España, con un ama. De regreso a España, tras la muerte de su padre en Cuba, se instalaron en Tarragona, Barcelona, Zaragoza y Soria. Finalmente se instalaron en Madrid, donde Matilde terminó el Bachillerato.
Desde muy joven, Ras mostró una gran predisposición por la literatura. Leía mucho y escribía cuentos e historietas, que se convirtieron en cuentos que tuvieron un gran éxito al ser publicados por diversas revistas infantiles. Mostró una gran predisposición al dibujo, llegando, a los 18 años, a ejercer como profesora. Dado su conocimiento del francés, que le había enseñado su madre, hizo traducciones de poemas de los autores Paul Verlaine, Charles Baudelaire, y Paul Valéry entre otros. Se convirtió en una apasionada lectora de Voltaire.
En cuestiones sociales y políticas se definía como feminista conservadora que, aun apartándose de las posiciones más ortodoxas, se adhirió a los principios del catolicismo y trató de compaginar el papel maternal y doméstico con la reivindicación de igualdad y con la necesidad de instrucción para la mujer y de realización personal y profesional dentro y fuera del hogar.[cita requerida]
Formó parte de la generación de feministas españolas con conciencia de grupo, que junto a Elena Fortún, formaban parte del madrileño Círculo Sáfico de Victorina Durán. Muchas de las integrantes de este círculo pertenecían también al Lyceum Club Femenino, asociación fundada en 1926. Comprometidas en la defensa de los derechos de las mujeres, reivindicaron el nuevo papel de la mujer en la sociedad, y llegaron a enfrentarse a figuras como Ramón y Cajal, Gregorio Marañón o Pilar Primo de Rivera.
La amistad entre Fortún y Ras comenzó en la revista Blanco y Negro en los años veinte, publicación en que ambas colaboraban. Vivieron su relación sentimental con discreción. Se vieron separadas por el exilio de Fortún, que decidió seguir a su marido al exilio tras acabar la guerra civil. Ras siguió en España, colaboró en algunas ocasiones con la revista Horizonte, y se exilió a Portugal entre 1941 y 1943. Allí escribió su Diario donde relató los sufrimientos de la guerra civil y su estancia en Portugal, un remanso de paz mientras Europa estaba inmersa en la Segunda Guerra Mundial.
Volvió a Madrid donde murió en 1969.

## Grafología
Desde temprana edad se interesó por la grafología, a raíz del descubrimiento del libro Método práctico de Grafología de Juan Hipólito Michon. Pronto conoció La escritura y el carácter de Jules Crépieux-Jamin, padre de la grafología francesa, que, posteriormente, se tradujo por su mediación y se publicó en 1933. Aproximadamente, en el año 1910, se dirigió a la revista Por esos mundos, ofreciendo un consultorio grafológico, donde tras el análisis de la grafía de varios miembros de la redacción, aceptaron su proposición.
En 1917 publicó su primer libro, Grafología. Estudio del carácter por la escritura, en la Editorial Estvdio de Barcelona. A mediados del año 1923 la Junta de Ampliación de Estudios (JAE) le concedió una beca y se trasladó a París para ampliar sus estudios, obteniendo el diploma de Peritaje caligráfico. Gracias a su obra de divulgación en medios de comunicación fue la introductora de la grafología clásica francesa en España, Portugal e Hispanoamérica. Su labor grafológica, además de en distintos volúmenes específicos, se vertió en numerosas colaboraciones con revistas y periódicos madrileños – Por esos mundos, El Heraldo de Madrid, Blanco y Negro, Estampa, entre otros. En 1925, después de algunos años en París, volvió a España y comenzó a colaborar en ABC , labor que continuaría durante toda su vida. Publicó en el año 1929 su segunda obra, Grafología: las grandes revelaciones de la escritura, que publicó Editorial Labor. Por esas fechas, realizó también la parte correspondiente a Grafología de la Enciclopedia Espasa-Calpe.
Paulatinamente, se convirtió en la referencia profesional en el ámbito grafológico. Además de su trabajo de asesoramiento a empresas y a consultantes particulares, de sus clases particulares (desde 1917 hasta su jubilación, mantuvo un consultorio grafológico en Madrid) y de sus colaboraciones en prensa y revistas del país y extranjero, fue profesora de Grafología Práctica y conferenciante en el Instituto Internacional de Boston en Madrid. 

## Narradora y traductora
El éxito de sus pioneros estudios grafológicos ha ensombrecido el conocimiento de su obra literaria, que abarca desde cuentos infantiles hasta obras de teatro. Desarrolló labores de traducción, centrada en los clásicos de la literatura infantil y juvenil, como Charles Perrault, los hermanos Grimm y Hans Christian Andersen. Era gran conocedora de los clásicos y considerada especialista en el análisis del Quijote.
En 1915 publicó el volumen Cuentos de la Gran Guerra  en los que relata las trayectorias vitales de ciudadanos comunes en el contexto bélico.
Se conoce su correspondencia con diferentes artistas, siendo la más conocida Víctor Catalá; a la que consideró la perfecta interlocutora y con la que mantuvo entre 1904 y 1964 una relación epistolar que revela las facetas de Matilde Ras, como mujer y como escritora.

## Obras

### Sobre Grafología
- Grafología. Estudio del carácter por la escritura (1917)
- Grafología: las grandes revelaciones de la escritura (1929)
- Grafología (1933)
- La inteligencia y la cultura en el grafismo (1945), Ed. Labor
- El retrato grafológico (1947), Ed. Plus Ultra
- Historia de la escritura y grafología (1951), Ed. Plus Ultra
- Los artistas escriben (1953), Ed. Alhambra
- Lo que sabemos de Grafopatología (1963)

### Otras obras
- Donde se bifurca el sendero (1913)
- Cuentos de la Guerra (1916). Volumen de relatos.
- Quimerania (1918). Volumen de relatos.
- Charito y sus hermanas (1946)
- Diario (1946), dedicado a Elena Fortún.
- Heroísmos oscuros (1968)
- El amo y El taller de Pierrot (1934), piezas de teatro recogidas en la obra Teatro de mujeres, de Cristóbal de Castro.
- La hermosa hilandera y los siete pretendientes. Obra de teatro representada en Panamá.

## Reconocimientos
- En julio de 2006 se crea el Premio Matilde Ras por el Instituto de Psicografología y Peritación, IpsigraP de Madrid con el que cada año se recuerda a esta insigne figura de la Grafología otorgándose a grafólogos que hayan destacado o aportado con sus investigaciones, obras y divulgación al crecimiento de la Grafología.
- En julio de 2018 la Asociación “Herstóricas. Historia, Mujeres y Género” y el Colectivo “Autoras de Cómic” creó un proyecto de carácter cultural y educativo, para visibilizar la aportación histórica de las mujeres en la sociedad y reflexionar sobre su ausencia, consistente en un juego de cartas. Una de estas cartas está dedicada a Ras.[18][19]

- En la obra Elena Fortún, producida por el Centro Dramático Nacional en 2020, Matilde Ras aparece como personaje secundario de relevancia. Fue encarnado por la actriz Irene Martín Guillén.[20]